# Рыгельская, Анета
Анета Рыгельская (род. 24 августа 1995, Торунь, Торуньское воеводство) — польская боксёрша. Бронзовый призёр Европейских игр 2015 года. Призёр чемпионата Европы 2019 года. Член сборной Польши по боксу.

## Карьера
На Европейских играх в Баку, сумела добраться до полуфинала, там уступила и завоевала бронзовую медаль в категории до 64 кг.
В 2019 году Анета приняла участие в чемпионате Европы по боксу, который состоялся в Испании. Она добралась до финала, в котором уступила спортсменке из Италии Франческе Амато и завоевала серебряную медаль турнира.
На чемпионате мира по боксу 2019 года в Улан-Удэ, она приняла участие в соревнованиях в весовой категории до 60 кг. Уступила во втором раунде ирландской спортсменке Эми Бродхёрст.